# 托雷斯德亚尔瓦拉辛
托雷斯德亚尔瓦拉辛，是西班牙阿拉贡自治区特鲁埃尔省的一个市镇。总面积28平方公里，总人口158人（2001年），人口密度6人/平方公里。